# العندليب (فلم 2018)
العندليب (بالإنجليزية: The Nightingale) هو فيلم غربي انتج في أستراليا وصدر عام 2018 كتبته وأخرجته وشاركت في إنتاجه جينيفر كينت. من البطولة آيسلينغ فرانسيوسي، سام كلافلن، و بيكالي جانامبار. وتم تصويره في الغالب باللغة الإنجليزية، مع بعض الايرلندية.

## قصة
.تدور أحداث الفيلم في عام 1825 مستعمرة في أرض فان ديمن ( تسمانيا الحالية)، ويتتبع الفيلم سيدة شابة مدانة تسعى للانتقام من عمل فظيع من أعمال العنف المرتكبة ضد أسرتها.كما تستعين في طريقها بخدمات متتبع يدعى بيلي ليساعدها في مهمتها.

## طاقم العمل
- آيسلينج فرانسيوسي في دور كلير كارول
- سام كلافلين في دور هوكينز
- بايكالي جانامبار بدور «بيلي» مانجانا
- دامون هيرمان في دور روسه
- هاري غرينوود في دور جاجو
- إوين ليزلي في دور جودوين
- تشارلي شوتويل في دور إيدي
- مايكل شيسبي في دور ايدان كارول
- تشارلي جامبيجينبا براون في دور تشارلي
- ماجنوليا ميمورو بدور Lowanna
- ناثانيال دين مثل Stoakes
- لوك كارول في دور أرشي

## العرض
تم عرض الفيلم لأول مرة في مهرجان البندقية السينمائي الدولي الخامس والسبعين في 6 سبتمبر 2018. و في أستراليا في 29 أغسطس 2019 بواسطة ترانسميشن فيلمز.

## استقبال

### الجوائز
| جائزة       | الفئة                      | الممثلين          | المرجع |
| ----------- | -------------------------- | ----------------- | ------ |
| جوائز AACTA | أفضل فيلم                  | كريستينا سيتون    | [ 4 ]  |
| جوائز AACTA | أفضل فيلم                  | ستيف هوتنسكي      | [ 4 ]  |
| جوائز AACTA | أفضل فيلم                  | برونا باباندريا   | [ 4 ]  |
| جوائز AACTA | أفضل فيلم                  | جينيفر كينت       | [ 4 ]  |
| جوائز AACTA | أفضل إخراج                 |                   | [ 4 ]  |
| جوائز AACTA | أفضل سيناريو أصلي أو مقتبس |                   | [ 4 ]  |
| جوائز AACTA | أفضل ممثل                  | بايكالي جانامبار  | [ 4 ]  |
| جوائز AACTA | أفضل ممثلة                 | ايسلينج فرانسيوسي | [ 4 ]  |
| جوائز AACTA | أفضل ممثل مساعد            | ديمون هيرمان      | [ 4 ]  |
| جوائز AACTA | أفضل ممثل مساعد            | مايكل شيسبي       | [ 4 ]  |
| جوائز AACTA | أفضل ممثلة مساعدة          | ماجنوليا ميمورو   | [ 4 ]  |
| جوائز AACTA | أفضل تصوير سينمائي         | راديك لادجوك      | [ 4 ]  |
| جوائز AACTA | أفضل مونتاج                | سيمون نجو         | [ 4 ]  |
| جوائز AACTA | أفضل صوت                   | ليا كاتز          | [ 4 ]  |
| جوائز AACTA | أفضل صوت                   | روبرت ماكنزي      | [ 4 ]  |
| جوائز AACTA | أفضل صوت                   | دين رايان         | [ 4 ]  |
| جوائز AACTA | أفضل صوت                   | بيت سميث          | [ 4 ]  |
| جوائز AACTA | أفضل تصميم إنتاج           | أليكس هولمز       | [ 4 ]  |
| جوائز AACTA | أفضل تصميم أزياء           | مارجوت ويلسون     | [ 4 ]  |
| جوائز AACTA | أفضل شعر ومكياج            | نيكي جولي         | [ 4 ]  |
| جوائز AACTA | أفضل شعر ومكياج            | كاسي أوبراين      | [ 4 ]  |
| جوائز AACTA | أفضل شعر ومكياج            | لاري فان دوينهوفن | [ 4 ]  |
| جوائز AACTA | أفضل صب                    | نيكي باريت        | [ 4 ]  |

## الميزانية والإيرادات
حقق الفيلم إيرادات تقدر بـ 855756 دولار.

## وصلات خارجية
- مقالات تستعمل روابط فنية بلا صلة مع ويكي بيانات